# Willi Glasauer
Willi Glasauer (* 9. Dezember 1938 in Stříbro) ist ein deutscher Künstler. Er lebt in Berlin und in den Pyrenäen.

## Leben
Willi Glasauer machte in den Jahren von 1958 bis 1963 eine Ausbildung als Gebrauchsgrafiker an der Kunstschule in Mainz. Von 1963 bis 1974 war er in unterschiedlichen Arbeitsverhältnissen als Verpackungsgestalter, Art Director und Zeitschriftengestalter unter Willy Fleckhaus bei Twen. Nach seinem ersten größeren Auftrag als Illustrator („Dannys Traum“ für den Stern), für den er vom Art Directors Club mit einer Medaille ausgezeichnet wurde, kündigte er im Jahr 1975 am Tag der Verbeamtung das Lehrerverhältnis. Er machte sich selbstständig und zog ein Jahr später nach Südfrankreich. Dort lebte er bis 1987 mit seiner Frau in einem kleinen Bauerndorf in den Pyrenäen, arbeitete für die französischen Verlage Gallimard Jeunesse und L’école des loisirs sowie für den belgischen Verlag Casterman. Er kehrte später nach Deutschland zurück, in das damals gerade noch geteilte Berlin.

## Schaffen
Seit 1976 arbeitet Glasauer für deutsche Verlage wie Aufbau-Verlag, Kindermann, Fischer und die Büchergilde Gutenberg. Er lebt seit 1988 nur noch im Sommer in den Pyrenäen, im Winter in Berlin. Neben den Illustrationen für (Kinder-)Bücher entwarf er in den Jahren von 1977 bis 1988 etwa 60 Buchcover für Beltz & Gelberg und zahlreiche Literatur-Illustrationen in verschiedenen Zeitschriften wie Stern, Die Zeit, Zeit-Magazin, Brigitte, Manager Magazin, Zitty und Playboy. Für den Bayerischen Rundfunk entstanden mehrere Filme. Außerdem betreute er von 1987 bis 1997 den Almanaque cultural mit Illustrationen zu Texten u. a. von Mario Vargas Llosa und Manuel Vázquez Montalbán, der im Verlag „Circulo de Lectores“ in Barcelona erschien. Für denselben Verlag gestaltete er im Jahr 1987 die Cover für acht Bände mit Werken russischer Klassiker. Außerdem schuf er freie Zeichnungen.

## Werke

### Monografien
- Carl Joseph Bucher (Hrsg.): Camera, No. Bucher Verlag, München 1969.
- Carl Joseph Bucher (Hrsg.): Camera, No. 48 Bucher Verlag, München 1969.
- Hans Frick: Dannys Traum. C. Bertelsmann, München 1975.
- Roswitha Fröhlich: Probezeit. Beltz & Gelberg, Weinheim 1976.
- Chester Aaron, Irmela Brender: Besser als Lachen. Beltz & Gelberg, Weinheim 1976.
- Hans-Joachim Gelberg (Hrsg.), Iring Fetscher, Alfons Schweiggert, Rolf Krenzer, Günter Kunert, Rosemarie Künzler-Behncke, Hans-Georg Lenzen, Josef Wittmann, Wolf Wondratschek, Werner Schmoll, Janosch, Richard Bletschacher, Reiner Kunze, Max Bolliger, Christa Reinig, Friedl Hofbauer, Rudolf Otto Wiemer, Jörg Steiner, Kurt Kusenberg, Peter Härtling, Josef Guggenmos, Ota Filip, Irmela Brender, Karlhans Frank, Achim Bröger, Luděk Pešek, Wolfgang Weyrauch, Vera Ferra-Mikura, Nicolas Born, Hildegard Wohlgemuth, Günter Bruno Fuchs, Franz Fühmann, Ernst A. Ekker, Michael Kumpe, Oskar Maria Graf, Agathe Keller, Lotte Betke, Doris Mühringer, Dagmar Chidolue, Juri Korinetz, Michael Ende, Béatrice Tanaka, und André Heller: Neues vom Rumpelstilzchen und andere Haus-Märchen von 43 Autoren. Beltz & Gelberg, Weinheim 1976.
- Das Tagebuch. Beltz & Gelberg, Weinheim 1977.
- Le journal enseveli. L'École des loisirs, Paris 1977.
- Leonie Ossowski: Die große Flatter. Beltz & Gelberg, Weinheim 1977.
- Karin Bolte: Wie Alfred berühmt wurde und andere Erzählungen. Beltz & Gelberg, Weinheim 1977.
- Irmela Brender, Hans-Joachim Gelberg (Hrsg.), Luděk Pešek, Hans Manz, Wolfgang Weyrauch, Manfred Bosch, Vera Ferra-Mikura, XYZ, Frieder Stöckle, Renate Welsh, Dagmar Chidolue, Günter Müller, Rolf Bongs, Cornelia Conrad, Manfred Eichhorn, Heiko Gebhardt, Lisa-Marie Blum, Leonie Ossowski, Godehard Schramm, Detlef Gumm, Georg Ullrich, Rudolf Otto Wiemer, Peter Rosei, Iring Fetscher, Jürg Schatzmann, Doris Mühringer, Max Frisch, Hans Schmid, Gernot Wolfgruber, Christine Nöstlinger, Klaus Seehafer, Ernst A. Ekker, Lotte Betke, Rainer Wochele, Irmela Brender, Carson McCullers, Wolfgang Gabel, Gina Ruck-Pauquèt, Ronald Lee, Oliver La Farge, Ingrid Kötter, Helmut Glatz, Peter Härtling, Max Bolliger, Katarina de Fries, und Johannes Bobrowski, Bilder von Willi Glasauer, Kurt Halbritter, Ingrid Mizsenko, und Luděk Pešek: Leseladen: Orte, innen und außen. Beltz & Gelberg, Weinheim 1977.
- Hans-Joachim Gelberg (Hrsg.): Der fliegende Robert. Beltz & Gelberg, Weinheim 1977.
- Arnulf Zitelmann: Kleiner Weg. Beltz & Gelberg, Weinheim 1978.
- Jacqueline Held, Claude Held und Pierre Colin: Les voyages interplanétaires de grand-père Coloconte. L'École des loisirs, Paris 1978.
- Christian Poslaniec: Nouvelles de la terre...et d’ailleurs. L'École des loisirs, Paris 1979.
- Hans-Joachim Gelberg (Hrsg.): Das Achte Weltwunder. Beltz & Gelberg, Weinheim 1979.
- François-Régis Bastide: Les Adieux. Gallimard, Paris 1980.
- Amaretto di Saronno (Hrsg.): Rom, Florenz, Venedig: Handbuch für anspruchsvolle Reisende. EuroCom Berlin, Hamburg 1980.
- Brian Lecomber, Otto Bayer, Pat Owen, Tschingis Aitmatow, Charlotte Kossuth, Michael Mänz, Erich Maria Remarque, Jessica North, Christiane Kashin und Sanjulian: Reader’s Digest Auswahlbücher. Das Beste, Stuttgart 1980.
- Ken Follett, Dietlind Vetter, Horst Maurmann, Jacques Folch-Ribas, Annemarie Weber, Nita Engle, John Godey, Christiane Kashin, Alan Reingold und Arno Surminski: Reader’s Digest Auswahlbücher. Das Beste, Stuttgart 1980.
- Hans-Joachim Gelberg (Hrsg.): Eine Stadt geht über Land. Beltz & Gelberg, Weinheim 1980.
- Hans Blickensdörf, Gottfried Helnwien, Ilse von Bredow, Jack Higgins, Lutz Wolff, Horst Maurmann, Dorothy Gilman, Gisela Geisler und David Blossom: Reader’s Digest Auswahlbücher. Das Beste, Stuttgart 1981.
- Claude Roy: Le chat qui parlait malgré lui. Gallimard, Paris 1982.
- H. G. Wells u. a.: La Machine à explorer le temps. Gallimard, Paris 1982.
- Henry Kolarz, Waldtraut Villaret, Robin Cook, James Herriot und Michael Mänz: Reader’s Digest Auswahlbücher. Das Beste, Stuttgart 1982.
- Jean Giono: L’homme qui plantait des arbres. Gallimard, Paris 1983
- Jeanne-Marie Leprince de Beaumont: La Belle et la Bête. Gallimard, Paris 1983.
- Tonke Dragt: Das Geheimnis des siebten Weges. Beltz & Gelberg, Weinheim 1984.
- Michelle Esclapez und Reade Wood: Légendes de l’Inde du Sud. Gallimard, Paris 1985.
- Verschiedene Autoren: The Enchanted World: Night Creatures. Time-Life, Alexandria 1985.
- Verschiedene Autoren: The Enchanted World: Giants and Ogres. Time-Life, Alexandria Time-Life 1985.
- Ulrich Klever: Hunde wie du und ich: Galerie der bellenden Doppelgänger. DuMont, Köln 1986.
- Bruno Keiser: Schachkönigs Heimkehr. Sauerländer, Aarau u. a. 1986.
- Jean Louis Poitevin: Mozart-Biographie. Gallimard, Paris 1986.
- Hans-Joachim Gelberg (Hrsg.): Überall und Neben Dir. Beltz & Gelberg, Weinheim 1986.
- Exposición Kafka & CIA.: Hitos y Mitos de la Cultura Dibujos. Círculo de Lectores, Barcelona 1986.
- Kafka Gesamtwerk. Círculo de Lectores, Barcelona 1986.
- Verschiedene Autoren: The Enchanted World: Fabled Lands. Time-Life, Alexandria 1986.
- Michael Morpurgo: Cheval de guerre. Gallimard, Paris 1987.
- Ulrich Klever: Galerie der bellenden Doppelgänger. DuMont, Köln 1987.
- Aline Giono: Mon père: Contes des jours ordinaires. Gallimard, Paris 1987.
- Virgil Tănase, Pierre-Marie Valat: Le bal sur la goélette du pirate aveugle. Gallimard, Paris 1987.
- Grüße aus der Fremde. DuMont, Köln 1987.
- Joseph Bédier (adaptiert): Le roman de Tristan et Iseut. Casterman, Tournai 1988.
- Gérard Moignet (adaptiert): La chanson de Roland. Casterman, Tournai 1988.
- Howard Pyle und N. C. Wyeth: Les Aventures de Robin des Bois. Gallimard, Paris 1988.
- Manuel Vázquez Montalbán: Escenas de la Literatura Universal y Retratos de Grandes Autores. Círculo de Lectores, Barcelona 1988.
- Hans-Joachim Gelberg (Hrsg.): Die Erde ist mein Haus. Beltz & Gelberg, Weinheim 1988.
- Anthony Hope: Le prisonnier de Zenda. Gallimard, Paris 1989.
- María Antonia Valls: Hitos de la Música Universal y Retratos de sus Grandes Protagonistas. Círculo de Lectores, Barcelona 1989.
- H. G. Wells u. a.: L’Homme invisible. Gallimard, Paris 1990.
- Terenci Moix: Los Grandes Mitos del Cine. Círculo de Lectores, Barcelona 1990.
- Hans-Joachim Gelberg (Hrsg.): Daumesdick. Beltz & Gelberg, Weinheim 1990.
- Chester Aaron: Im Wettlauf mit der Zeit. Beltz & Gelberg, Weinheim 1991.
- Christophe Coffrant: Moi, Vivaldi. Casterman, Tournai 1991.
- Manuel Toharia: Momentos Estelares de la Ciencia. Círculo de Lectores, Barcelona 1991.
- Hans Christian Andersen: Des Kaisers neue Kleider. Neu erzählt von Michael Hatry. Beltz & Gelberg, Weinheim 1992.
- Léa Huston und Nancy Huston: Véra veut la vérité. L'École des loisirs, Paris 1992.
- Herman Melville: Moby Dick. Dressler, Hamburg 1992.
- Joaquín Araújo: ¡Viva la Vida! Fraternidad con la Naturaleza. Círculo de Lectores, Barcelona 1992.
- Agnès Desarthe: La femme du bouc émissaire. L'École des loisirs, Paris 1993.
- Johanna Spyri: Heidi, Lehr- und Wanderjahre. Dressler, Hamburg 1993.
- Francisco Calvo Serraller: Grandes Maestros de la Pintura. Círculo de Lectores, Barcelona 1993.
- Johanna Spyri: Heidi kann brauchen, was es gelernt hat. Dressler, Hamburg 1994.
- Carlos García Gual: Dioses, Héroes, Mortales: Mitos y Leyendas de la Grecia Clásica. Círculo de Lectores, Barcelona 1994.
- Robert Louis Stevenson: El extraño caso del Dr. Jekyll y Mr. Hyde. Círculo de Lectores, Barcelona 1994.
- Agnès Desarthe: L'expédition. L'École des loisirs, Paris 1995.
- Mario Vargas Llosa: Hitos y Mitos Literarios. Círculo de Lectores, Barcelona 1995.
- Christian Lehmann: Le Père Noél n´existe meme pas. L'École des loisirs, Paris 1996.
- Verschiedene Autoren: Hitos y Mitos de la Literatura Fantástica. Círculo de Lectores, Barcelona 1996.
- Matthew Gregory Lewis: El monje. Círculo de Lectores, Barcelona 1996.
- Mary Wollstonecraft Shelley: Frankenstein o el moderno Prometeo. Círculo de Lectores, Barcelona 1996.
- Bram Stoker: Drácula. Círculo de Lectores, Barcelona 1997.
- Gustav Meyrink: El Golem. Círculo de Lectores, Barcelona 1997.
- Oscar Wilde: El retrato de Dorian Gray. Círculo de Lectores, Barcelona 1997.
- Hans-Joachim Gelberg (Hrsg.): Oder die Entdeckung der Welt. Beltz & Gelberg, Weinheim 1997.
- Christian Oster: Le Colonel des petits pois et autres histoires. L'École des loisirs, Paris 1999.
- Christian Oster: Le prince qui cherchait l'amour et autres histoires. L'École des loisirs, Paris 1999.
- Wenzel Ville: A toute vapeur!. L'École des loisirs, Paris 1999.
- Christian Oster: Le vicomte de Tournebroche. L'École des loisirs, Paris 2000.
- Friedrich Wolf: Die Weihnachtsgans Auguste. Aufbau, Berlin 2001.
- Frances Finn: Chocotte s’envole. L'École des loisirs, Paris 2002.
- Philip Pullman: Ich war eine Ratte. Dressler, Hamburg 2002.
- Gérald Stehr: Mais où est donc Ornicar? L’École des loisirs, Paris 2002.
- Jean-Hugues Malineau: Pas si betes, les animaux. L’École des loisirs, Paris 2003.
- Hermann Löns: Mümmelmann. Aufbau, Berlin 2004.
- Gérald Stehr: Comment les girafes disent-elles maman? L’École des loisirs, Paris 2004.
- Hans Fallada: Lüttenweihnachten. Aufbau, Berlin 2005.
- Daniil Charms: Ich, Petka und der Esel zuletzt. Aufbau, Berlin 2007.
- Hans Fallada: Die Geschichte vom Mäuseken Wackelohr. Aufbau, Berlin 2008.
- Als die Tiger noch Pfeife rauchten. Aufbau, Berlin 2009.
- Edgar Allan Poe: Die Morde in der Rue Morgue und andere Erzählungen. Büchergilde Gutenberg, Frankfurt am Main 2009.
- Friedrich Schiller: Der Taucher. Kindermann, Berlin 2009.
- Christian Oster: La princesse Poussiéreuse. L’École des loisirs, Paris 2009.
- William Shakespeare: Hamlet. Kindermann, Berlin 2010.
- Heinrich von Kleist: Der zerbrochene Krug. Kindermann, Berlin 2011.
- Wyss/Stamm: Der schweizerische Robinson. 2012.
- Nikos Kazantzakēs, Isidora Rosenthal-Kamarinea: Alexis Sorbas. Reader’s Digest Deutschland, Stuttgart 2014.
- Sybil Gräfin Schönfeldt (Hrsg.): Der Rabe auf dem Meilenstein: Balladen und Erzählgedichte. Tulipan, München 2015.
- Sybil Gräfin Schönfeldt (Hrsg.): Von Frauen und Katzen. Ebersbach & Simon, Berlin 2016.

### Beiträge
- Hans Frick: Dannys Traum. Stern-Serien-Roman. Hamburg 1975.
- Walter Kempowski: Aus großer Zeit. Teil 1. Stern-Serien-Roman. Hamburg 1978.
- Arno Surminski: Kudenow oder an fremden Wassern weinen. Das Beste, Stuttgart 1979.
- Walter Kempowski: Aus großer Zeit. Teil 2. Stern-Serien-Roman. Hamburg 1981.
- Walter Koeppen: Frieda. Stern-Serien-Roman. Hamburg 1982.
- Martin Walser: Wolf und Dorle. Stern-Serien-Roman. Hamburg 1987.
- Nikos Kazantzakis: Alexis Sorbas. Das Beste, Stuttgart 1996.
- Thomas Mann: Bekenntnisse des Hochstablers Felix Krull. Das Beste, Stuttgart 1997.
- Aus dem Leben der Tiere. Das Beste, Stuttgart 2003.

## Filmografie
- Brutus, der Mäusefänger. Bayerischer Rundfunk 1984.
- Michael Hatry, nach Hans Christian Andersen: Des Kaisers neue Kleider. Bayerischer Rundfunk 1991.
- Karlhans Frank: Im Geldbaumland. Bayerischer Rundfunk 1994.
- Hanna Johansen: Siebenschläfergeschichten. Bayerischer Rundfunk 1995.